# سيرجي لوزنيتسا
سيرجي لوزنيتسا (بالبيلاروسية: Сяргей Уладзіміравіч Лазніца) (و. 1964  م) هو مخرج أفلام، وكاتب سيناريو، ومونتير أوكراني، ولد في بارانافيتشي.

## التعليم
تعلم في معهد غيراسيموف للسينما، والجامعة التقنية الوطنية البوليتكنيك في أوكرانيا.

## وصلات خارجية
- سيرجي لوزنيتسا على موقع IMDb (الإنجليزية)
- سيرجي لوزنيتسا على موقع مونزينجر (الألمانية)
- سيرجي لوزنيتسا على موقع قاعدة بيانات الأفلام العربية
- سيرجي لوزنيتسا على موقع ألو سيني (الفرنسية)
- سيرجي لوزنيتسا على موقع أول موفي (الإنجليزية)
- سيرجي لوزنيتسا على موقع قاعدة بيانات الأفلام السويدية (السويدية)
- سيرجي لوزنيتسا على موقع قاعدة بيانات الفيلم (الإنجليزية)
- سيرجي لوزنيتسا على موقع ليتربوكسد (الإنجليزية)
- سيرجي لوزنيتسا على موقع كينوبويسك (الروسية)